# Lucius Turpilius Dexter
Lucius Turpilius Dexter war ein im 1. Jahrhundert n. Chr. lebender Angehöriger des römischen Senatorenstandes.
Durch eine Inschrift ist belegt, dass Dexter während der Regierungszeit von Nero (54–68) Statthalter (Proconsul) in der Provinz Creta et Cyrene war; er amtierte im Amtsjahr 64/65 in der Provinz. Durch eine weitere Inschrift, die auf den 1. Dezember 81 datiert ist, ist belegt, dass er im Jahr 81 zusammen mit Marcus Maecius Rufus Suffektkonsul war.